# Misogi

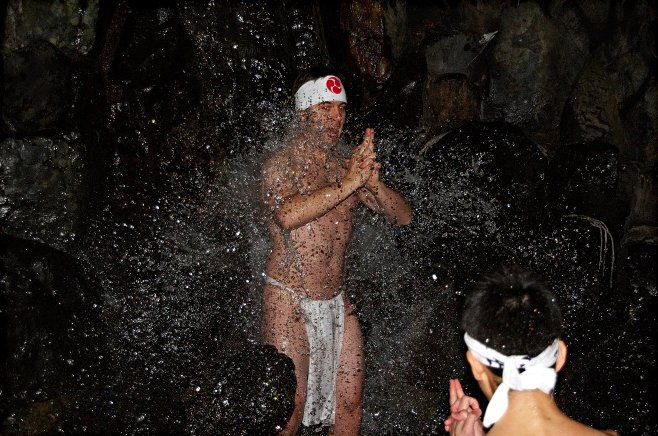
Misogi bei einem kalten Wasserfall in Tsubaki Jinja, Japan

Misogi (jap. 禊) ist ein Reinigungsritual (Waschung) in der Shintō-Religion, welches zweimal im Jahr stattfindet. Die Gläubigen reinigen sich vor der Anbetung in einem Wasserfall oder in laufendem, meist kaltem Wasser, vor Sonnenaufgang.
Für das Ritual wird spezielle Kleidung getragen, für Frauen ist dies der weiße Kimono und ein Stirnband, für Männer ein Lendenschurz und ein Stirnband.
Die Tradition des Rituals geht zurück auf den Mythos von Izanagi und Izanami. Izanagi reinigte sich im Meer, nachdem er Yomi, das Reich der Toten, durchreist hatte.
Misogi ist auch der Ursprung einer Reihe weiterer Reinigungsrituale:
- Asketische Praktiken wie kessai (潔斎), eine Mischform von Misogi und den Kaltwasser-Waschungen des Buddhismus (水垢離, mizugori)
- Temizu (手水), Waschung von Händen und Mund vor dem Gottesdienst im Shintō-Schrein, wird in einem eigenen Schrein-Gebäude, dem temizuya oder chōzuya (手水舎) ausgeführt

Das Misogi ist verwandt mit dem Reinigungsritual Harae, so dass beide zusammen auch als Misogiharae (禊祓) bezeichnet werden.

## Quelle
- Dr. Vollmer's Wörterbuch der Mythologie aller Völker. Neu bearbeitet von Dr. W. Binder. Mit einer Einleitung in die mythologische Wissenschaft von Dr. Johannes Minckwitz. Dritte Auflage. Mit 303 Illustrationen. Stuttgart: Hoffmann'sche Verlagsbuchhandlung, 1874.(S. 337)